# Satu Nou (okręg Harghita)
Satu Nou (węg. Homoródújfalu) – wieś w Rumunii, w okręgu Harghita, w gminie Ocland. W 2011 roku liczyła 329 mieszkańców.